# Трофимово (Нижньогородська область)
Трофимово (рос. Трофимово) — село в Лисковському районі Нижньогородської області Російської Федерації.
Населення становить 1362 особи. Входить до складу муніципального утворення Трофимовська сільрада.

## Історія
Від 2009 року входить до складу муніципального утворення Трофимовська сільрада.

## Населення
| 2002 | 2010  |
| ---- | ----- |
| 1401 | ↘1362 |